# Scarabaeus aesculapius
Scarabaeus aesculapius là một loài bọ cánh cứng trong họ Bọ hung (Scarabaeidae).